# Лонча (Сілезьке воєводство)
Лонча (пол. Łącza) — село в Польщі, у гміні Рудзінець Гливицького повіту Сілезького воєводства.
Населення — 352 особи (2011).
У 1975—1998 роках село належало до Катовицького воєводства.

## Демографія
Демографічна структура станом на 31 березня 2011 року:
|          | Загалом | Допрацездатний вік | Працездатний вік | Постпрацездатний вік |
| -------- | ------- | ------------------ | ---------------- | -------------------- |
| Чоловіки | 183     | 26                 | 130              | 27                   |
| Жінки    | 169     | 19                 | 110              | 40                   |
| Разом    | 352     | 45                 | 240              | 67                   |